# Lukas Ott

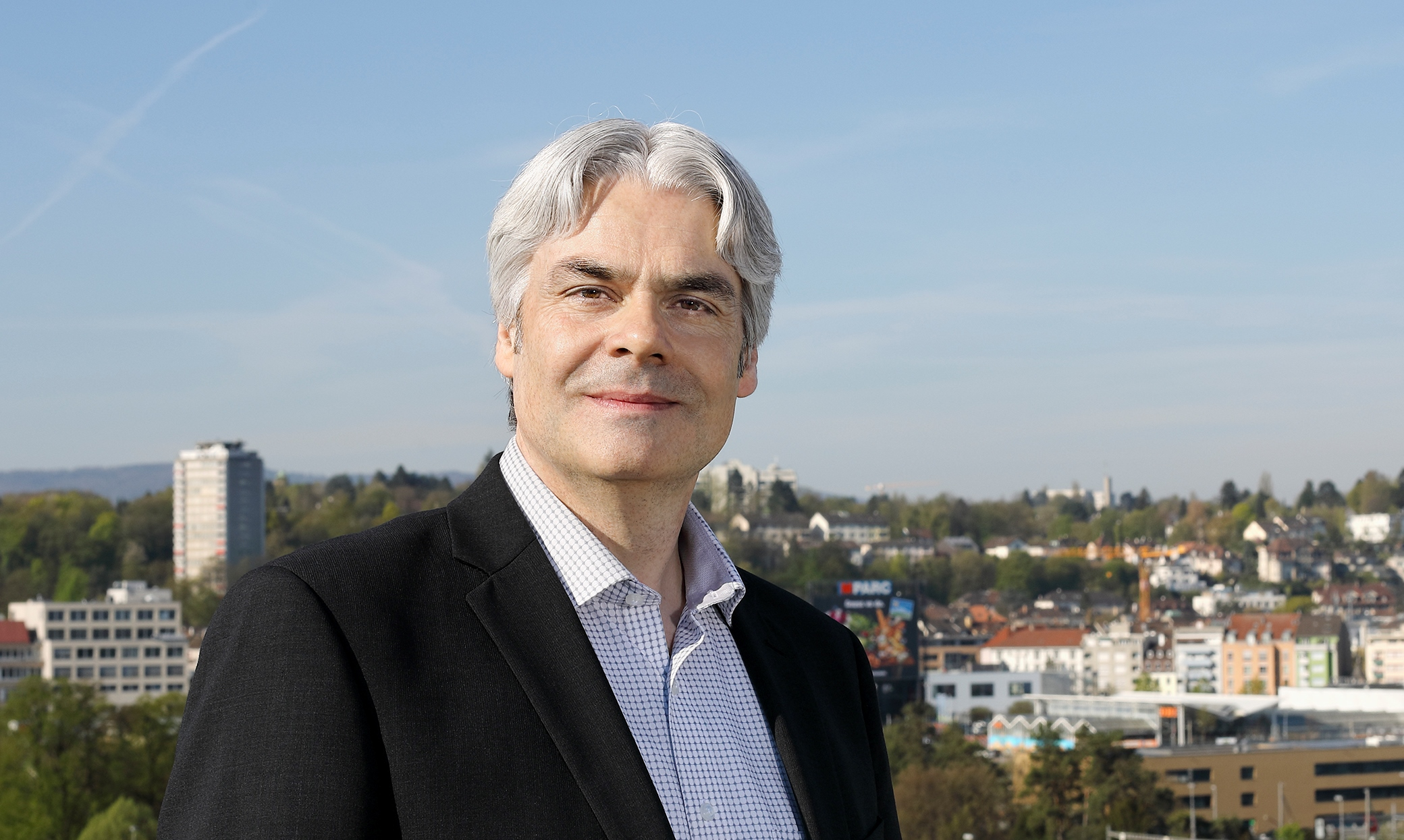
Lukas Ott 2018

Lukas Ott (* 20. September 1966 in Allschwil) ist ein Schweizer Politiker (Grüne) und Soziologe. Von 2012 bis 2017 war er Stadtpräsident von Liestal. Seit Dezember 2017 ist er Leiter der Kantons- und Stadtentwicklung Basel-Stadt.

## Leben und Wirken
Lukas Ott studierte an der Universität Basel Soziologie, Kunstgeschichte und Botanik. Als Publizist und Konsulent war er von 1997 bis 2017 Inhaber eines Büros für Politikforschung und Kommunikation.
Von 1987 bis 1996 war er Mitglied des Landrates des Kantons Basel-Landschaft und präsidierte die Justiz- und Polizeikommission (1993–1995) sowie die Spezialkommission Landratsgesetz (1992–1995). Von 1992 bis 2000 war er Mitglied des Einwohnerrates der Stadt Liestal, den er 1995/96 präsidierte. Von 1997 bis 2004 war er Co-Präsident des Verbands des Personals öffentlicher Dienste Region Basel (VPOD), 2004/2005 präsidierte er zudem die Arbeitsgemeinschaft Baselbieter Personalverbände ABP. Von 2006 bis 2012 war Lukas Ott Richter am Verfahrensgericht für Strafsachen des Kantons Basel-Landschaft. Von 2000 bis 2012 war er Mitglied des Stadtrates und Vorsteher des Departements Bildung. Von 2012 bis 2017 war Lukas Ott Stadtpräsident von Liestal und stand dem Departement Finanzen/Einwohnerdienste vor. Seit Dezember 2017 ist Lukas Ott Leiter der Kantons- und Stadtentwicklung Basel-Stadt mit den Fachstellen Grundlagen und Strategien, Wohnraumentwicklung, Stadtteilentwicklung sowie Diversität und Integration. In dieser Funktion leitet er auch die Legislaturplankonferenz und die Taskforce Radikalisierung. Er ist zudem Mitglied des Steuerungsausschusses Smart City Basel Wolf. Lukas Ott war Mitglied des Arbeitsausschusses des Stiftungsrates der Schweizerischen Stiftung SPO Patientenschutz mit Sitz in Zürich. Als Präsident führte er die Dachorganisation „Pro Safiental“ der Ortschaften Safien, Tenna, Valendas und Versam/GR. Seit 2003 ist er zudem Präsident des Vereins Safier Ställe, der sich für die Erhaltung der Kulturlandschaft Safien einsetzt.

## Auszeichnungen

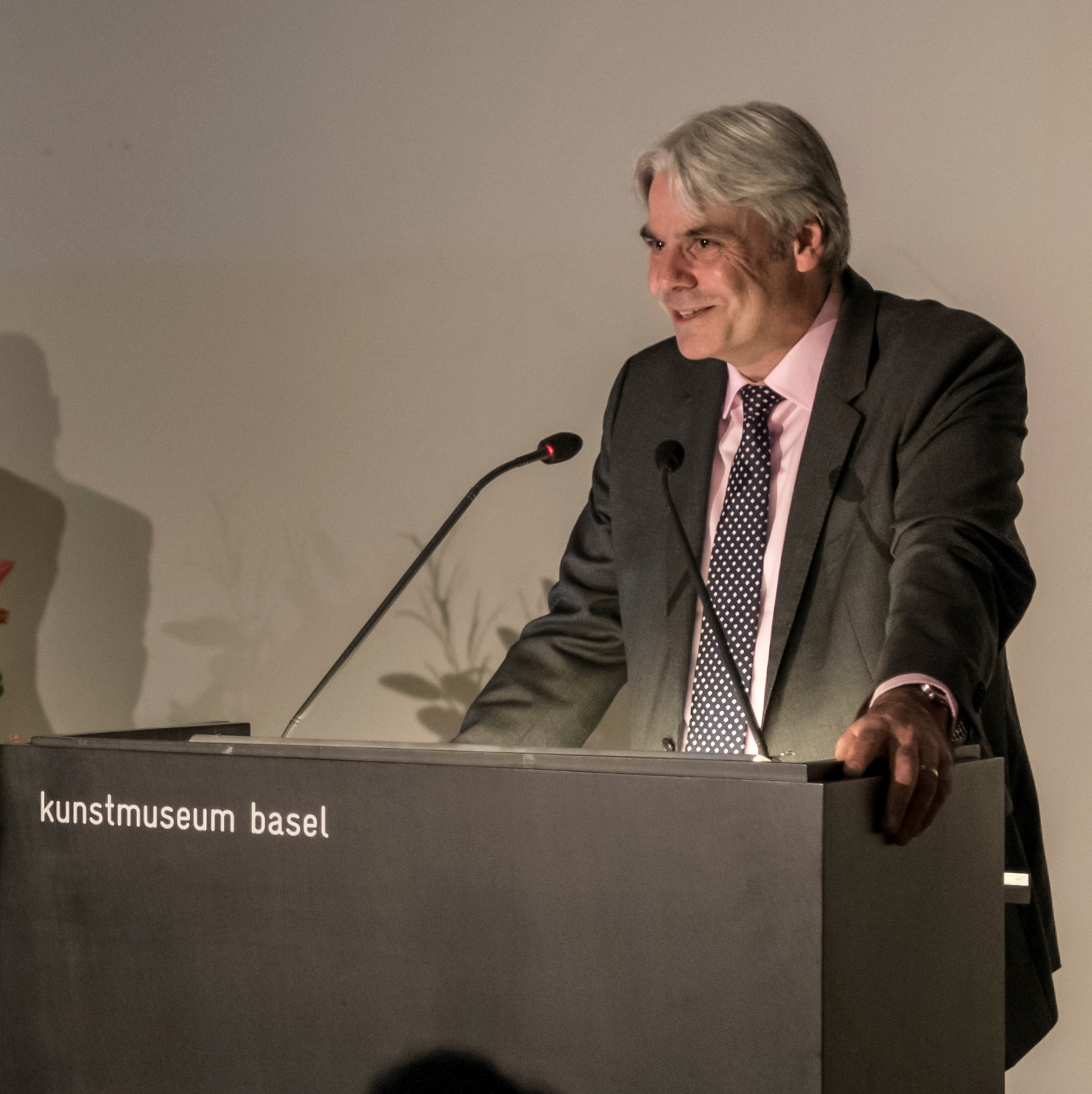
Lukas Ott 2019

- 2017: Bohuslav-Martinů-Medaille[7]

## Mandate
- Mitglied des Vorstandes und des Beirates des Vereins metrobasel,[8] Think Tank für die trinationale Metropolregion Basel
- Mitglied des Vorstandes des Vereins Smart Regio Basel[9]
- Mitglied der Redaktionskommission BIG Basel im Gespräch[10]
- Stiftungsrat der Stiftung Christlich-Jüdische Projekte CJP[11]
- Mitglied des Organisationskomitees der Semaine suisse du goût / Schweizer Genusswoche[12]
- Präsident der Interessengemeinschaft "Genuss aus Stadt und Land"
- Stiftungsrat der Stiftung Tierpark Weihermätteli Liestal[13]
- Präsident des Vereins Safier Ställe[14]

## Publikationen (Auswahl)
- „Man geht hinein, um wieder herauszukommen!“ Geschichte der Psychiatrie des Kantons Basel-Landschaft. Schwabe Verlag, Basel 2017, ISBN 978-3-7965-3766-0 (Printausgabe), ISBN 978-3-7965-3798-1 (E-Book, PDF).[15][16][17][18][19]
- hrsg. mit Giovanni Biaggini, Stephan Mathis und Peter Vetter: Staats- und Verwaltungsrecht des Kantons Basel-Landschaft VI. Verlag des Kantons Basel-Landschaft, Liestal 2012, ISBN 978-3-85673-332-2. (Recht und Politik im Kanton Basel-Landschaft; 32).
- Das Safiental – Eigenheit und Vielfalt einer Kulturlandschaft. Weber AG Verlag, Thun 2013, ISBN 978-3-906033-86-0. (Via Storia. Zentrum für Verkehrsgeschichte [Hrsg.]: Kulturlandschaftsführer; 1), S. 18–27.
- hrsg. mit Giovanni Biaggini, Alex Achermann und Stephan Mathis: Staats- und Verwaltungsrecht des Kantons Basel-Landschaft V. Verlag des Kantons Basel-Landschaft, Liestal 2012, ISBN 978-3-85673-330-8. (Recht und Politik im Kanton Basel-Landschaft; 30).
- hrsg. mit Roland Plattner, Franziska Ritter und Ruth Voggensperger: Szenarien für den Kanton Basel-Landschaft 2030. Verlag des Kantons Basel-Landschaft, Liestal 2012, ISBN 978-3-85673-329-2. (Recht und Politik im Kanton Basel-Landschaft; 29).
- Menschen an der Arbeit. Verlag des Kantons Basel-Landschaft, Liestal 2011, ISBN 978-3-85673-684-2. (bild.geschichten.bl; 3).[20]
- mit Margrit Kessler und Stephan Bader: Halbgötter in Schwarz und Weiss. Rückblick auf einen Medizinskandal, der zum Justizskandal wurde. Xanthippe Verlag, Zürich 2009, ISBN 978-3-905795-09-7.
- hrsg. mit Giovanni Biaggini, Alex Achermann und Stephan Mathis: Staats- und Verwaltungsrecht des Kantons Basel-Landschaft IV. Verlag des Kantons Basel-Landschaft, Liestal 2009, ISBN 978-3-85673-327-8. (Recht und Politik im Kanton Basel-Landschaft; 27).
- mit Arlette Schnyder: Daheim im Heim? Die Geschichte des Waisenhauses Mariahilf in Laufen und seine Entwicklung zum modernen Kinder- und Jugendheim (1908–2008). Verlag des Kantons Basel-Landschaft, Liestal 2008, ISBN 978-3-85673-281-3.
- hrsg. mit Markus Ritter: Grenzenlos. Grüne Ideen für die Nordwestschweiz und den Oberrhein. Christoph Merian-Verlag, Basel 2008, ISBN 978-3-85616-402-7.
- hrsg. mit Giovanni Biaggini, Alex Achermann und Stephan Mathis: Staats- und Verwaltungsrecht des Kantons Basel-Landschaft III. Verlag des Kantons Basel-Landschaft, Liestal 2007, ISBN 978-3-85673-326-1. (Recht und Politik im Kanton Basel-Landschaft; 26).
- hrsg. mit Giovanni Biaggini, Alex Achermann und Stephan Mathis: Staats- und Verwaltungsrecht des Kantons Basel-Landschaft II. Verlag des Kantons Basel-Landschaft, Liestal 2005, ISBN 3-85673-325-6. (Recht und Politik im Kanton Basel-Landschaft; 25).
- hrsg. mit Lydia Jeschke und Daniel Ott: Geballte Gegenwart. Experiment Neue Musik Rümlingen. Christoph Merian-Verlag, Basel 2005, ISBN 3-85616-257-7.
- mit Jürg Ewald: Liestal – eine neue Heimatkunde. Hrsg. von der Bürgergemeinde Liestal. Verlag des Kantons Basel-Landschaft, Liestal 2004, ISBN 3-85673-544-5.
- Hrsg. mit Kurt Jenny, Alex Achermann und Stephan Mathis: Staats- und Verwaltungsrecht des Kantons Basel-Landschaft I. Verlag des Kantons Basel-Landschaft, Liestal 1998, ISBN 3-85673-315-9. (Recht und Politik im Kanton Basel-Landschaft; 15).